# Партной, Виктор
Виктор Партной (рум. Victor Partnoi; 27 ноября 1970) — румынский гребец-каноист, выступал за сборную Румынии на всём протяжении 1990-х годов. Участник двух летних Олимпийских игр, серебряный и бронзовый призёр чемпионатов мира, победитель многих регат национального и международного значения.

## Биография
Виктор Партной родился 27 ноября 1970 года.
Первого серьёзного успеха на взрослом международном уровне добился в 1992 году, когда попал в основной состав румынской национальной сборной и благодаря череде удачных выступлений удостоился права защищать честь страны на летних Олимпийских играх в Барселоне. Стартовал в одиночках на дистанциях 500 и 1000 метров, в первом случае занял в финале седьмое место, тогда как во втором случае показал в решающем заезде седьмой результат.
В 1993 году Партной побывал на чемпионате мира в Копенгагене, откуда привёз награду серебряного достоинства, выигранную в зачёте одиночных каноэ на километровой дистанции — в финале его опередил только представитель Латвии Иван Клементьев. Год спустя выступил на мировом первенстве в Мехико, где в той же одиночной километровой дисциплине получил бронзу — на сей раз его обошли Иван Клементьев и болгарин Николай Бухалов.
Будучи одним из лидеров гребной команды Румынии, Виктор Партной благополучно прошёл квалификацию на Олимпийские игры 1996 года в Атланте — стартовал в одиночках на тысяче метрах, дошёл до финала и финишировал в последнем заезде шестым, немного не дотянув до призовых позиций. Вскоре по окончании этих соревнований принял решение завершить карьеру профессионального спортсмена, уступив место в сборной молодым румынским гребцам.